# Bålsta
Bålsta é uma pequena cidade sueca na província histórica da Uppland, localizada na proximidade da cidade de Estocolmo.
Tem cerca de 14 147 habitantes (2010), e é a sede do município de Håbo, pertencente ao condado de Uppsala, situado no centro da Suécia. Está situada a 50 km a sul de Uppsala e a 50 km a nordeste de Estocolmo, junto ao lago Mälaren, e é atravessada pela Estrada europeia E18 e pela linha do Mälaren (Mälarbanan).

## Economia
A economia de Bålsta está marcada pela indústria de material de construção.

## Personalidades ligadas a Bålsta
O artista Lasse Åberg mora aí.